# La Chocota
La Chocota är en kulle i Chile.   Den ligger i provinsen Provincia de Valparaíso och regionen Región de Valparaíso, i den södra delen av landet, 110 km nordväst om huvudstaden Santiago de Chile. Toppen på La Chocota är 96 meter över havet, eller 95 meter över den omgivande terrängen. Bredden vid basen är 2,9 km.
Terrängen runt La Chocota är platt. Havet är nära La Chocota åt nordväst. Runt La Chocota är det ganska tätbefolkat, med 90 invånare per kvadratkilometer.. Närmaste större samhälle är Ventanas, 2,6 km sydost om La Chocota. 
I omgivningarna runt La Chocota växer i huvudsak buskskog.